# 223 Rosa
223 Rosa è un asteroide della fascia principale del diametro medio di circa 87,61 km. Scoperto nel 1882, presenta un'orbita caratterizzata da un semiasse maggiore pari a 3,0906695 UA e da un'eccentricità di 0,1231000, inclinata di 1,93936° rispetto all'eclittica.
L'origine del nome è sconosciuta.